# NGC 2864
NGC 2864 је спирална галаксија у сазвежђу Хидра која се налази на NGC листи објеката дубоког неба.
Деклинација објекта је + 5° 56' 24" а ректасцензија 9h 24m 15,4s. Привидна величина (магнитуда) објекта NGC 2864 износи 14,6 а фотографска магнитуда 15,5. NGC 2864 је још познат и под ознакама MCG 1-24-20, CGCG 34-44, IRAS 09216+0609, PGC 26644.